# Angelo Carlo Galbiati
Angelo Carlo Galbiati (Monza, 1894 – Gardone, 1956) è stato un pittore italiano.

## Biografia
Nato a Monza nel 1894, la sua formazione artistica avvenne presso la Scuola superiore d'Arte applicata all'Industria del Castello Sforzesco. Sebbene Galbiati si dedicò in via esclusiva alla pittura solo negli ultimi anni della sua vita, avendo intrapreso a Monza una florida attività commerciale, egli conobbe comunque un grande successo artistico ed espositivo tra gli anni Trenta e Quaranta del Novecento. Moltissime in questo periodo le mostre personali e collettive nonché le acquisizioni di sue opere da parte di importanti musei italiani. 
Nei primi anni Quaranta, dopo la morte della moglie, si trasferì a Gardone Riviera dove aprì una galleria d'arte dedicandosi, nel dopoguerra, all'insegnamento della pittura e della ceramica fino alla morte, avvenuta nel 1956.
Definito il “pittore delle processioni” o “delle sagre” per un certo filone della sua produzione dedicato a questi soggetti, Galbiati si distinse anche nel paesaggio e soprattutto in espressive nature morte di fiori.   

## Opere nei musei
- Margherite gialle - Firenze, Galleria di Arte moderna di Palazzo Pitti
- Le figlie di Maria - Firenze, Galleria di Arte moderna di Palazzo Pitti
- Cantiere navale a Sturla - Firenze, Galleria di Arte moderna di Palazzo Pitti
- Le tre arti - Roma, Galleria d'Arte moderna
- Campagna monzese - Milano, Galleria d'Arte moderna
- Paesaggio -  Genova, Galleria d'Arte moderna
- Paesaggio con processione - Brescia, Musei Civici di Arte e Storia